# Тартария
Тартария, или Татария е географски термин, използван в западноевропейската литература и картография по отношение на обширни области, простиращи се от Каспийско море до Тихия океан и от Централен Сибир до Тибет. Използването на тази терминология продължава от XIII до XIX век. Пространството, наричано Тартария, в съвременната европейска географска наука обхваща Централна Азия, Монголия, (вкл. Вътрешна Монголия), Туркестан и Южен Сибир. В по-широк смисъл областта обхваща и  Крим и Северното Причерноморие, както и Манджурия в Далечния Изток. Тези территории представляват засушливи степи и полупустини, чието основно население в миналото се е занимавало с номадско скотовъдство. Те са населявани както тогава, така днес от тюркски и монголски племена и народи, наричани по онова време с общото наименование татари.